# Denis Yakuba
Bản mẫu:Eastern Slavic name
Denis Yevgenyevich Yakuba (tiếng Nga: Дени́с Евге́ньевич Яку́ба; sinh ngày 26 tháng 5 năm 1996) là một cầu thủ bóng đá người Nga thi đấu cho F.K. Kuban Krasnodar.

## Sự nghiệp câu lạc bộ
Anh có màn ra mắt cho đội một của F.K. Kuban Krasnodar vào ngày 23 tháng 9 năm 2015 trong trận đấu tại Cúp quốc gia Nga trước F.K. Shinnik Yaroslavl. Anh đá chính trong trận đấu tiếp theo ở Cúp bóng đá Nga trước F.K. Spartak Moskva vào ngày 28 tháng 10 năm 2015, đội bóng thắng 1–0 để vào tứ kết. Anh ra mắt tại Giải bóng đá ngoại hạng Nga vào ngày 1 tháng 11 năm 2015 trước F.K. Lokomotiv Moskva.

## Quốc tế
Anh giành chức vô địch Giải vô địch bóng đá U-17 châu Âu 2013 cùng với Đội tuyển bóng đá U-17 quốc gia Nga, và anh cũng tham dự Giải vô địch bóng đá U-17 thế giới 2013.
Sau đó anh đại diện Đội tuyển bóng đá U-19 quốc gia Nga tại Giải bóng đá U-19 vô địch châu Âu 2015, nơi Nga giành vị trí á quân và anh được chọn vào đội hình tiêu biểu của mùa giải.